# Djakovo (Bulgarije)
Djakovo (Bulgaars: Дяково) is een dorp in Bulgarije. Het dorp is gelegen in de gemeente Doepnitsa in de oblast Kjoestendil. De afstand tot Kjoestendil is hemelsbreed 32 km en de afstand tot Sofia is 44 km.

## Bevolking
Op 31 december 2019 woonden er 268 personen in het dorp, een drastische daling vergeleken met het maximum van 1.802 personen in 1946.
|  |

Van de 327 inwoners reageerden er 324 op de optionele volkstelling van 2011. Van deze 324 respondenten identificeerden 320 personen zichzelf als etnische Bulgaren (98,8%). 4 respondenten gaven geen (definieerbare) etniciteit op (1,2%).
| Etniciteit   | Aantal | %     |
| ------------ | ------ | ----- |
| Bulgaren     | 320    | 98,8% |
| Turken       | ...    | ...   |
| Roma         | ...    | ...   |
| Overig       | 4      | 1,2%  |
| Respondenten | 324    |       |

Balanovo - Bistritsa - Blatino - Deljan - Djakovo - Doepnitsa - Dzjerman - Gramade - Jachinovo - Krajni Dol - Krajnitsi - Kremenik - Palatovo - Piperevo - Samoranovo - Topolnitsa - Tsjerven Breg